# قلعة كلات أهرم
قلعة كلات أهرم هي قلعة تاريخية تعود إلى عصر القاجاريون، وتقع في أهرم.